# Kostel svatého Václava (Mcely)
Farní kostel svatého Václava ve Mcelích je původně gotický kostelík zřejmě z roku 1384 s prvky barokní architektury z pozdějších úprav. Kostel stojí na mcelském hřbitově nad farou.

## Historie
První zmínky o kostele jsou z roku 1384, kdy byl zřejmě vystavěn. V roce 1652 kostel vyhořel, ale již v následujícím roce byl obnoven a oproti původní stavbě doznala změn kostelní loď (architektura) loď.

## Popis

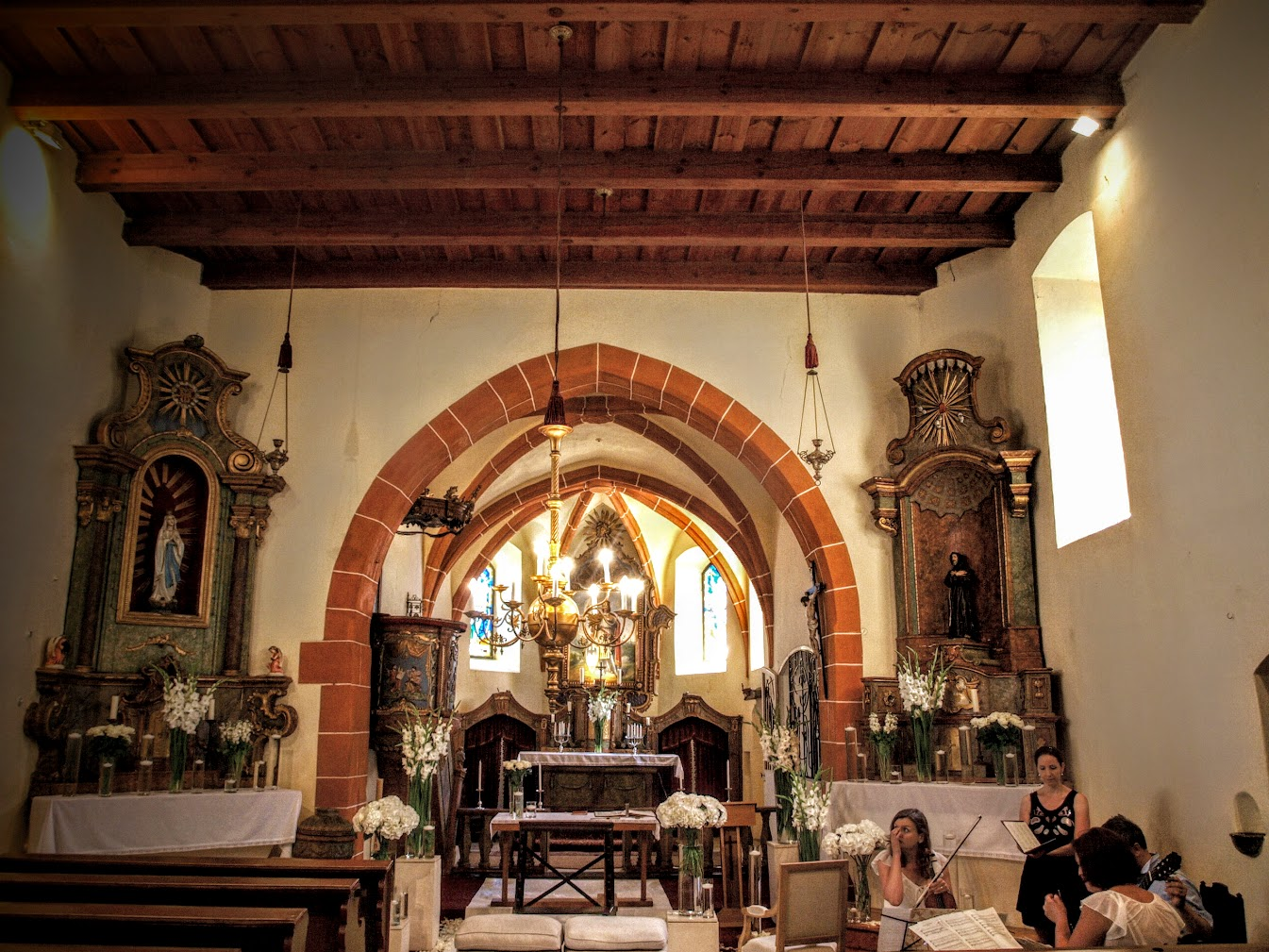
Interiér kostela

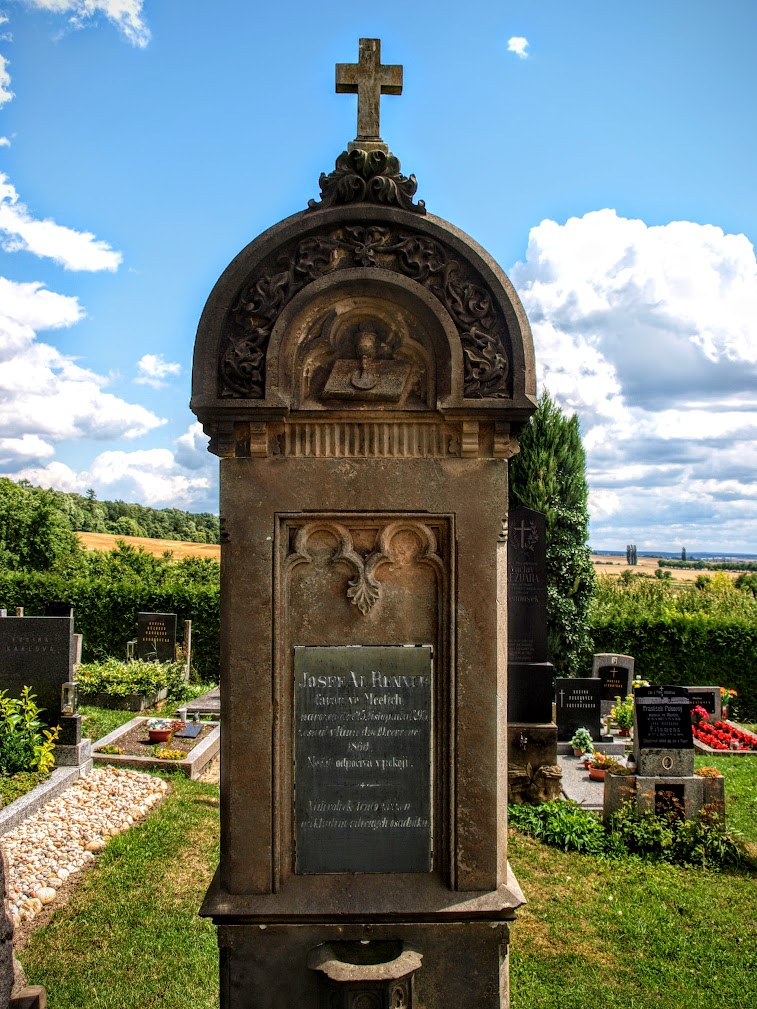
Náhrobek pátera J. A. Rennera

Jednolodní obdélníková stavba kostela svatého Václava s gotickým presbytářem pětiboce uzavřeným se sakristií na severní straně je při příjezdu do obce od Nymburka vidět již z dálky. Barokní portál v jižní straně lodi je z roku 1653. Nad ním je výklenek se sochou svatého Václava z roku 1700. Presbytář je sklenut křížovou žebrovou klenbou a v závěru paprsčitě obloukovitě lomený. Vitrážová okna jsou z roku 1930, vytvořená podle návrhů Cyrila Boudy.

## Zvonice
Vedle kostela je dřevěná hranolovitá Zvonice, samostatně stojící věžovitá stavba se zděným přízemím a dřevěným patrem. Přízemí sloužilo dříve coby márnice.
Ve zvonové stolici v patře zvonice je zavěšen zvon Václav. Ulit byl ze zbytků původního zvonu zničeného požárem, a to v roce 1631 v dílně Václava Hytycha v Mladé Boleslavi. Dříve zde býval ještě menší zvon Vojtěch, který je od doby rekvizice za druhé světové války nezvěstný.
Pod kostelem stojí fara. Na návsi je socha sv. Jana Nepomuckého a krucifix z roku 1830.
Farní kostel stojí na hřbitově nad farou, je orientován směrem k východu a je v gotickém stylu. Presbytář je pětiboce uzavřen, a je zaklenut krásně zachovalou žebrovou klenbou. Hlavní oltář je barokní, s klasicizující mensou. Loď má dřevěný trámový strop.
V kostelní lodi na levé straně bývala ve vitrině soška Madony s Ježíškem. K této sošce se váže událost z roku 1834, kdy vypukl v kostele malý požár. Vitrina značně ohořela, sošce se však nic nestalo, a nějakou dobu se hovořilo o zázraku. Soška byla v kostele až do roku 1991, kdy byla poškozena zloději, a následně pro jistotu přemístěna do diecézního depozitáře v Litoměřicích. Ve vitrině je dnes zarámovaná fotografie sošky.

## Bohoslužby
V kostele se konají pravidelné bohoslužby v neděli v 7:15 hodin, v sobotu v 8:00 hod.